# Mariadeira
La Mariadeira es un barrio popular de la ciudad de Póvoa de Varzim, en Portugal, en la zona Matriz/Mariadeira.
La Mariadeira se localiza en la parte oriental de la parte Matriz/Mariadeira. Esta parte limita al oeste con el Bairro Sul, al norte con Centro e Barreiros/Moninhas, al este con la Gândara y al sur limita con la ciudad de Vila do Conde.
La Mariadeira (nombre que proviene de Maria da Eira) es una zona interior de la ciudad con diferentes topologías que creció en las últimas décadas del siglo XX a partir de la Matriz y se desarrolló con la instalación de un hipermercado.
La Mariadeira tomó el rojo y el amarillo como colores representativos. Sus símbolos son el libro y el balón, que representan la cultura y el deporte. La Associação Cultural e Desportiva da Mariadeira fue constituida en 1984.
Religiosamente, forma parte de la Parroquia de la Matriz. Su principal fiesta es la Fiesta de San Pedro del Barrio de la Mariadeira, que celebra junto con los otros barrios de la ciudad.